# پولانکا (ناحیه پلزن-جنوبی)
پولانکا (به چکی: Polánka) یک منطقهٔ مسکونی در جمهوری چک است که در Plzeň-South District واقع شده‌است. پولانکا ۵٫۱۱ کیلومتر مربع مساحت و ۴۸ نفر جمعیت دارد و ۴۳۸ متر بالاتر از سطح دریا واقع شده‌است.